# Manuel Álvares (Jesuit)

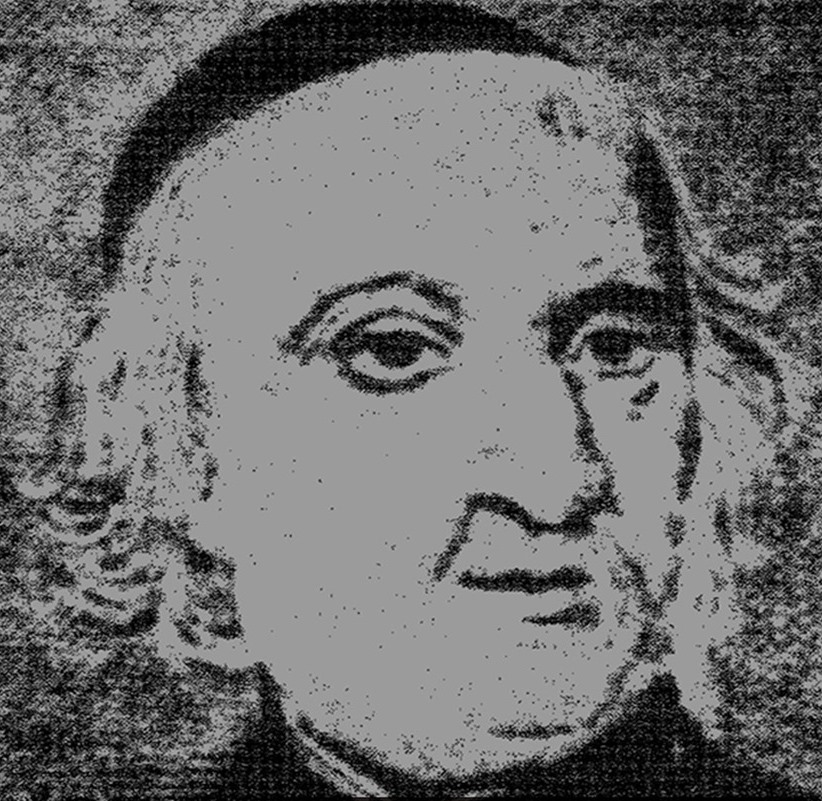
Manuel Álvares

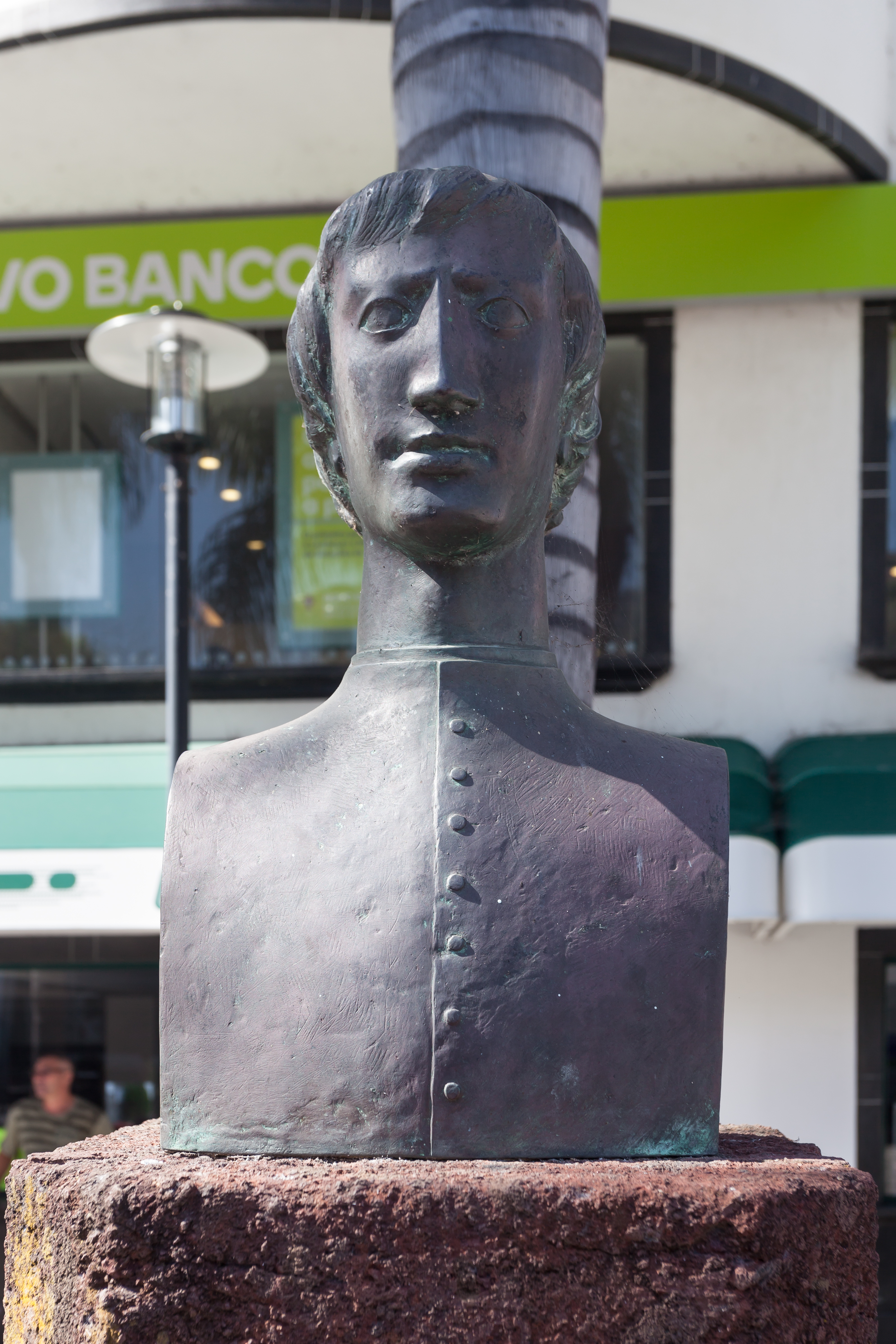
Skulptur in Ribeira Brava

Manuel Álvares (* 4. Juni 1526 in Ribeira Brava auf Madeira; † 30. Dezember 1582 in Évora) war ein portugiesischer Jesuit und Pädagoge. Er war ein erfolgreicher Lehrer der drei alten Sprachen.

## Leben
1546 trat Manuel Álvares in die Gesellschaft Jesu in Coimbra ein und wurde nach den regulären Studien Lehrer für die alten Sprachen, erst in Lissabon 1555, und schließlich auch Rektor der bedeutenden Kollegien von Coimbra and Évora. Er verschaffte den ersten Jesuitenschulen in Portugal ein hohes Ansehen, so im Kolleg Santo Antão in Lissabon und in Coimbra.
Sein erfolgreichstes Buch war eine lateinische Schulgrammatik, die in die Ratio Studiorum der Jesuitenordens aufgenommen wurde. Die Grammatik, die auch praktische Lehrhinweise enthielt, wurde über 600-mal aufgelegt, in 22 Ländern und in Dutzenden von Sprachen benutzt. Eine japanische Ausgabe erschien bereits 1594 in einer dreisprachigen Version mit Portugiesisch und Japanisch, eine chinesische Ausgabe 1869 in Schanghai. Er behandelte das Sprechen und das Schreiben in der lateinischen Sprache. Über das Werk entstanden didaktische Kontroversen über die optimale Aufteilung sowie nach dem Erscheinen von neueren französischen Grammatiken von Charles de Condren und Claude Lancelot in der Grammatik von Port-Royal. Kritisiert wurde, die lateinische Form setze bei Álvarez voraus, was sie lehren wolle.

## Schriften
- De Institutione Grammatica Libri Tres. Lissabon 1572 (Digitalisat der Universidad Complutense).
- De constructione octo partium orationis liber. Sebald Mayer, Dillingen 1572 (Digitalisat der Universitätsbibliothek Freiburg).

## Einzelbelege
1. ↑  Maria Margarida Lopes Miranda: Álvares, Manuel. In: Conimbricenses.org. Abgerufen am 30. August 2022 (amerikanisches Englisch).
2. ↑  Barbara Schäfer: Die Verbalmodi in den Grammatiken von Manuel Alvares (1572) und Bento Pereira (1672). In: Historiographia Linguistica, ISSN 0302-5160, Jg. 20 (1993), Heft 2–3, S. 283–308.

| Personendaten    | Personendaten                       |
| ---------------- | ----------------------------------- |
| NAME             | Álvares, Manuel                     |
| KURZBESCHREIBUNG | portugiesischer Jesuit und Pädagoge |
| GEBURTSDATUM     | 4. Juni 1526                        |
| GEBURTSORT       | Ribeira Brava auf Madeira           |
| STERBEDATUM      | 30. Dezember 1582                   |
| STERBEORT        | Évora                               |